# Просторна организација биоценозе
Просторна организација биоценозе представља њену структуру тј. просторни распоред организама који улазе у њен састав.

## Структура и изглед биоценозе
Структура биоценозе зависи од састава, бројности јединки разних врста и њиховог хоризонталног и вертикалног распореда. Изглед биоценозе зависи од просторног распореда, временске организације и састава заједнице. У свакој биоценози различити организми заузимају различити дијелове простора. Њихова распоређеност се уочава и као специфична слојевитост или спратовност.

## Вертикални распоред биоценозе
У копненим заједницама, а посебно у шумама, јасно је изражена вертикална спратовност. Подјела на спратове испољава се према различитој висини биљних врста које граде животну заједницу. Тако можемо издвојити:
- спрат високог дрвећа
- спрат ниског дрвећа
- спрат високих жбунова
- спрат ниских жбунова
- спрат високих зељастих биљака
- спрат ниских зељастих биљака
- спрат приземних биљака

За сваки спрат биљака карактеристичан је живи свијет који га насељава. Изглед животне заједнице је одређен врстом која преовладава, што значи да у храстовој шуми има највише храста, а остале врсте су заступљене у мањем броју.

## Хоризонтални распоред биоценозе
Хоризонтални распоред биоценозе је промјенљив, али неке правилности увијек постоје. Повећањем географске ширине и надморске висине се мијењају животни услови, а самим тим и распоред врста на том подручју.